# Gare de Clamart
Ne doit pas être confondu avec Clamart (métro de Paris).
La gare de Clamart est une gare ferroviaire française de la ligne de Paris-Montparnasse à Brest, située sur le territoire de la commune de Clamart, dans le département des Hauts-de-Seine, en région Île-de-France.
C'est une gare de la Société nationale des chemins de fer français (SNCF) desservie par les trains de la ligne N du Transilien.

## Situation ferroviaire

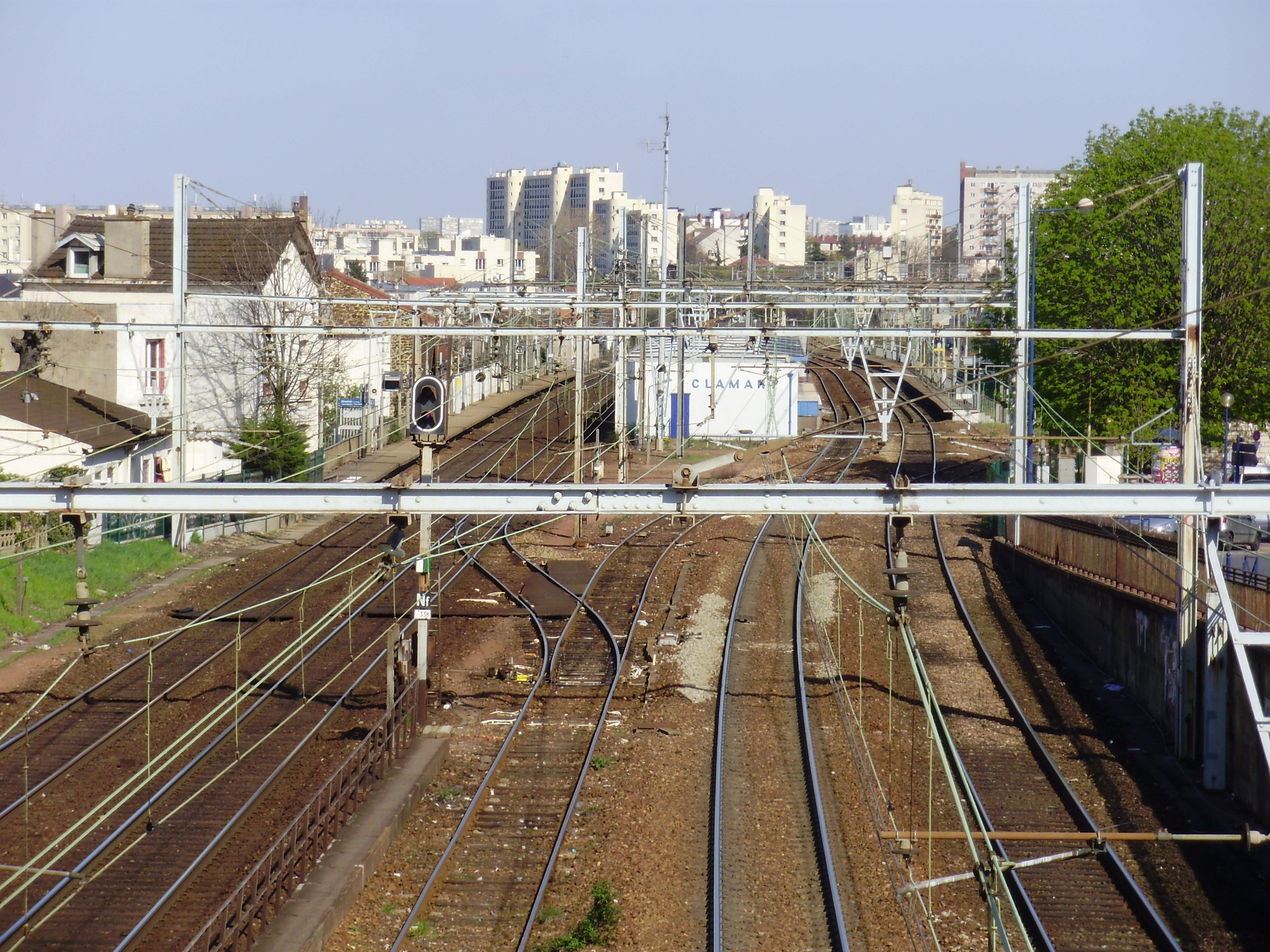
Le détail des aiguillages permettant de quitter ou d'entrer sur la voie de service.

Établie à 77 m d'altitude, la gare de Clamart est située au point kilométrique (PK) 5,147 de la ligne de Paris-Montparnasse à Brest, entre les gares de Vanves - Malakoff et de Meudon.
Elle est située à l'extrême quart nord-est de la commune de Clamart, à la limite avec Issy-les-Moulineaux au nord-ouest, Vanves au nord-est et Malakoff à l'est. L'avenue Jean-Jaurès, percée après 1840, permet de rejoindre le centre-ville.

## Histoire

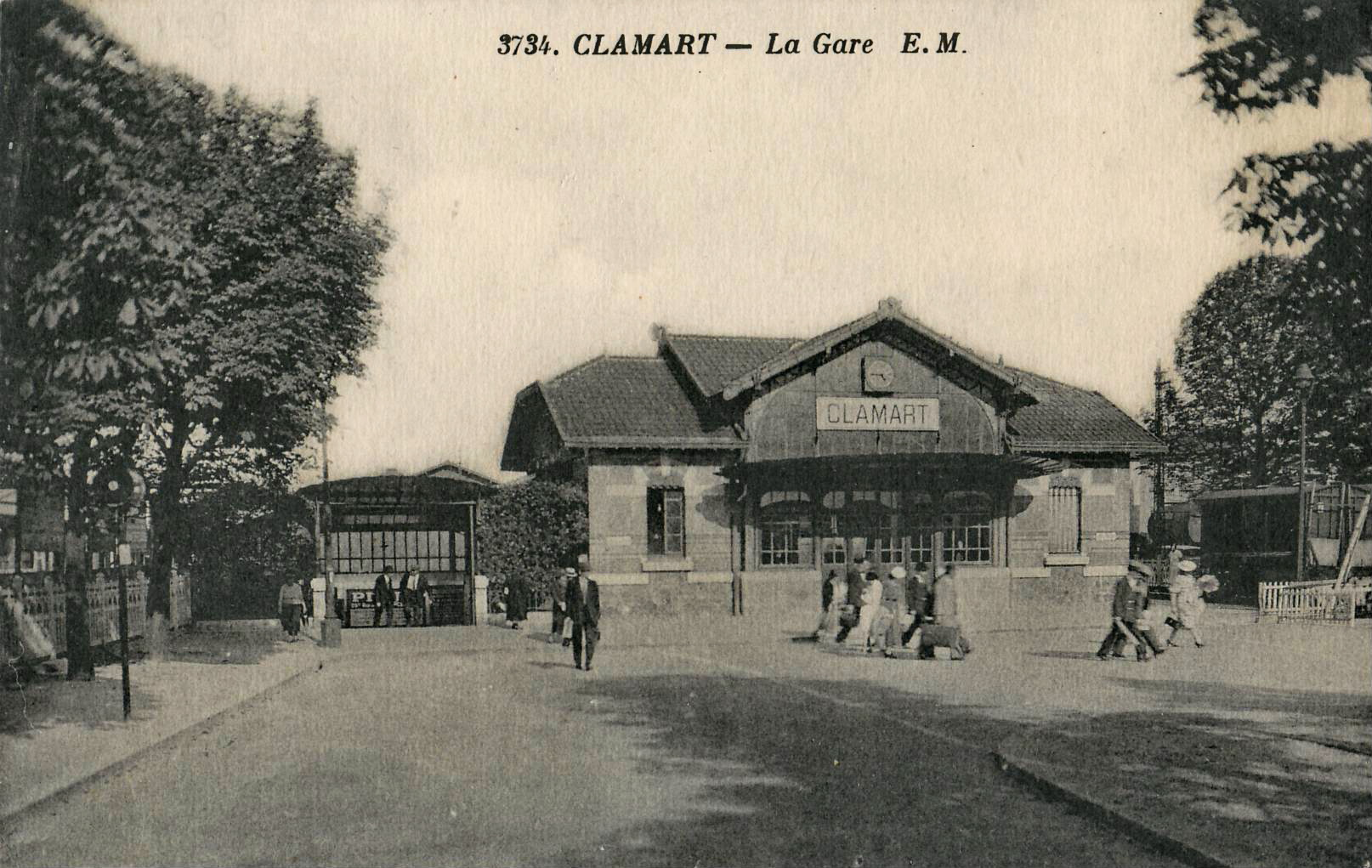
La gare de 1904.

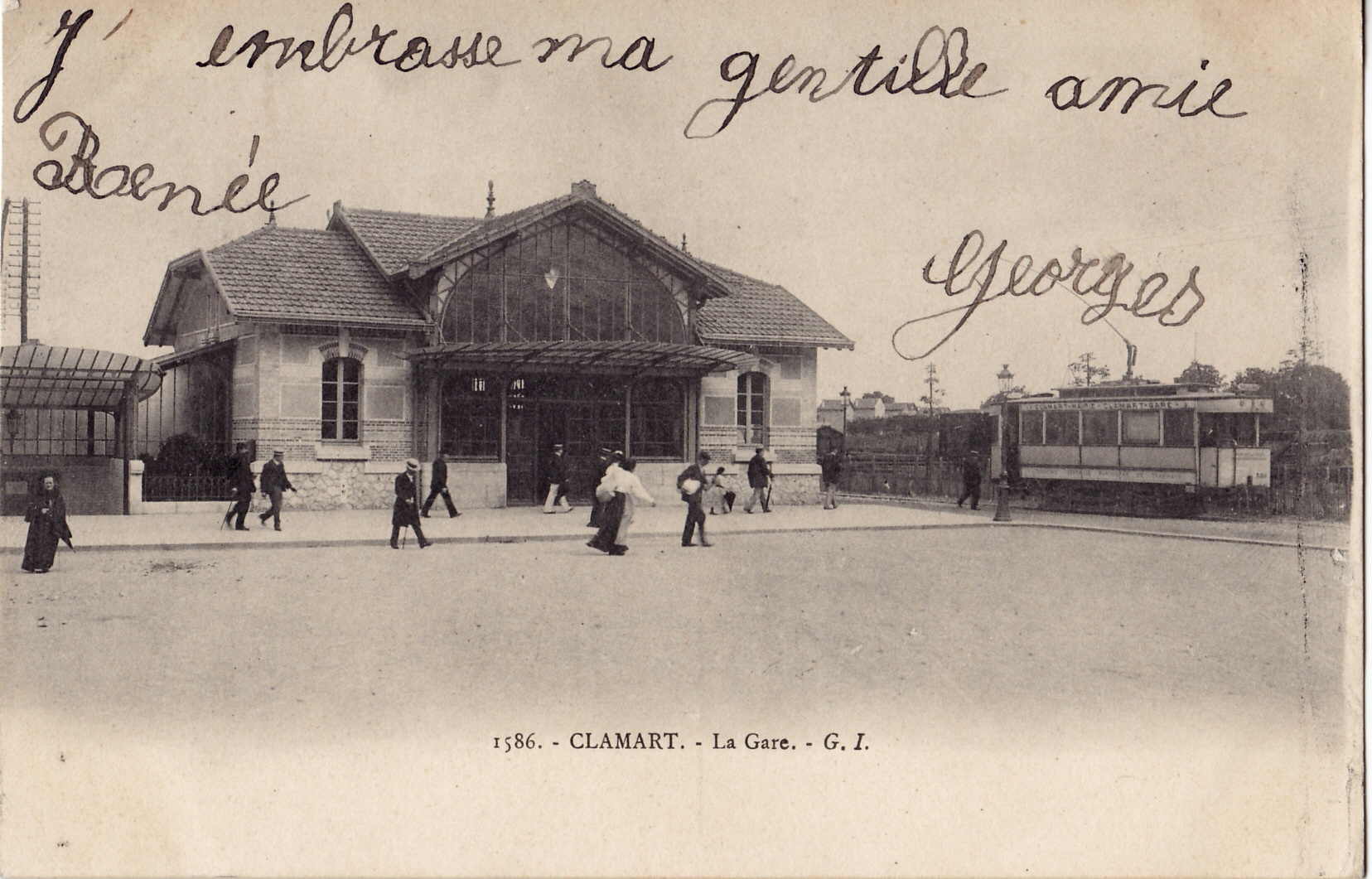
Une ligne de tramway reliait alors la gare à l'hôtel de ville de Clamart.

Elle est mise en service le 10 septembre 1840 avec l'ouverture de la voie entre la gare de Paris-Montparnasse et la gare de Versailles-Rive-Gauche.
En 1904, il est fait appel à l'architecte A. Raguenet pour construire un autre bâtiment plus grand et situé de l'autre côté des rails. Cet architecte parisien, à qui on doit une importante documentation iconographique (Matériaux et documents d'architecture et sculpture, 1872-1921, 43 volumes), offre une nouvelle gare aux formes étonnantes et originales. Elle a été détruite vers le milieu du XXe siècle pour être remplacée par une gare plus moderne.

## Fréquentation
De 2015 à 2022, selon les estimations de la SNCF, la fréquentation annuelle de la gare s'élève aux nombres indiqués dans le tableau ci-dessous.
| Année     | 2015      | 2016      | 2017      | 2018      | 2019      | 2020      | 2021      | 2022      |
| --------- | --------- | --------- | --------- | --------- | --------- | --------- | --------- | --------- |
| Voyageurs | 2 936 829 | 2 734 253 | 2 528 160 | 2 298 488 | 2 089 944 | 1 143 075 | 1 449 316 | 1 725 465 |

## Service des voyageurs

### Accueil

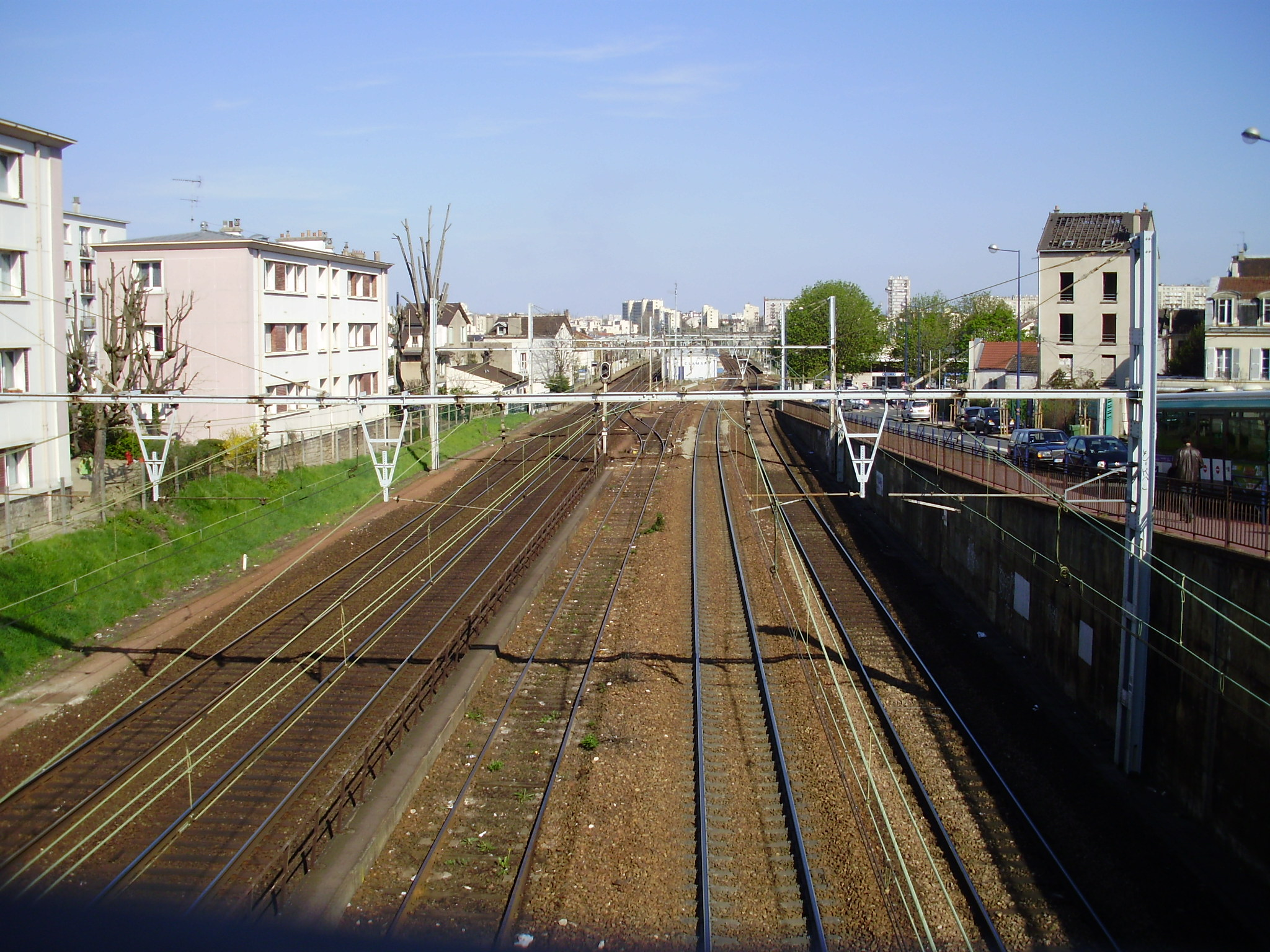
Les cinq voies à l'ouest de la gare, avec au milieu une voie de service.

Gare SNCF, elle dispose d'un bâtiment voyageurs avec guichet adapté pour les personnes handicapées, d'automate Transilien, du système d'information sur les circulations des trains en temps réel et de boucles magnétiques pour personnes malentendantes.
Elle est équipée d'un quai central et de deux quais latéraux encadrant quatre voies. Les deux quais latéraux servent uniquement en cas de problèmes ou de travaux sur les voies. Le changement de quai se fait par un passage souterrain.
En 2015, la fermeture de la place de la Gare, liée au réaménagement de celle-ci, occasionne des contraintes dans la circulation des piétons. L'accès se fait à présent par le biais d'une longue passerelle reliant le bâtiment voyageurs au quai central.

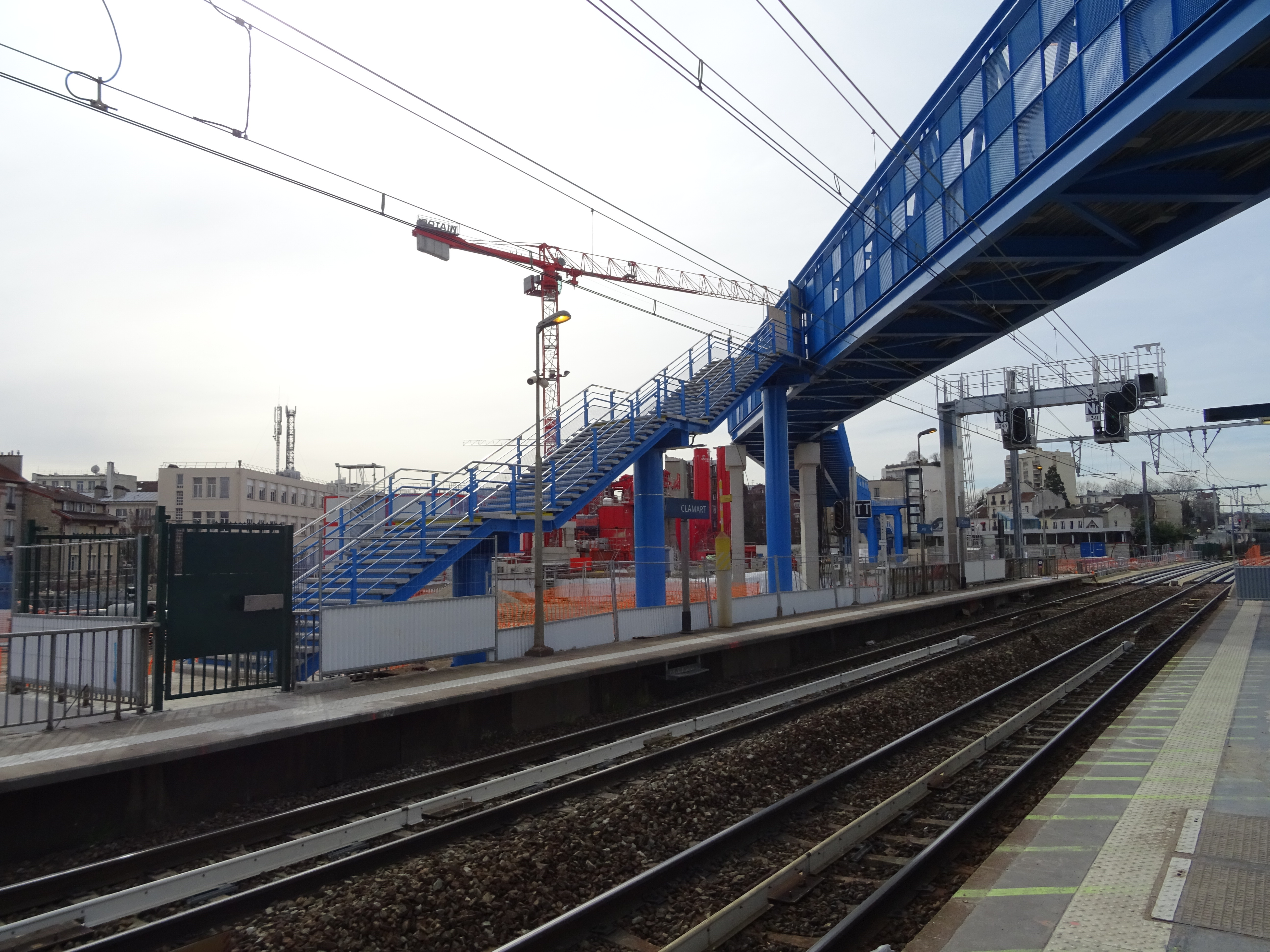
Passerelle d'accès au quai central.

### Desserte
En 2016. la gare est desservie par des trains de la ligne N du Transilien :
- aux heures de pointe, par la relation entre Paris-Montparnasse et Sèvres-Rive-Gauche, à raison d'un train toutes les 15 minutes[5] ;
- aux heures creuses, par les branches Paris - Rambouillet et Paris - Plaisir - Mantes-la-Jolie, à raison d'un train toutes les 15 minutes[5].

Le temps de trajet est d'environ 54 minutes depuis Rambouillet, 1 heure 16 minute depuis Mantes-la-Jolie, 37 minutes depuis Plaisir - Grignon et 7 minutes depuis Paris-Montparnasse.

### Intermodalité
La gare est desservie par les lignes 59, 169, 189 et 394 du réseau de bus RATP, par les lignes Clamibus et Clam'Express du réseau de bus Vallée Sud Bus et par la ligne N62 du réseau Noctilien. Un parking pour les véhicules et les vélos y est aménagé.

## Projet

### Ligne 15 du métro
À une date fixée initialement à l'horizon 2022, une gare souterraine de la ligne 15 du Grand Paris Express, sera créée en correspondance avec la ligne N du Transilien. La future gare du Grand Paris Express sera implantée sous les voies du Transilien et le parking de la gare de Clamart,. Ses quais seront à une profondeur de −26 m. En septembre 2018, l'échéance de 2022 est reportée au premier semestre 2025.
La conception de la gare est confiée à l'architecte Philippe Gazeau.

### Prolongement de la ligne 10 du tramway
Il est prévu de prolonger la ligne 10 du tramway, dans une seconde phase, soit vers la gare de Clamart, soit vers la gare d'Issy. En 2015, le dossier d'enquête publique précise que des options de prolongement au nord vers la gare d'Issy ou la gare de Clamart sont à l'étude, en surface ou en souterrain.
Île-de-France Mobilités (IDFM) présente en mai 2022 une solution de prolongement du T10 qui consisterait à partir de la station Jardin parisien à faire passer le tramway en souterrain sur 3,1 km jusqu'à une station souterraine gare de Clamart, avec deux autres stations intermédiaires souterraines à Clamart, Mairie de Clamart et Centre de Clamart. La profondeur de la station souterraine de tramway dépendra de la nécessité ou non de la doter d'une arrière-gare, laquelle devrait passer sous la ligne 15. La mise en service est envisagée pour 2032.